# José Miguel Ortega Bariego
José Miguel Ortega Bariego (nacido en Valladolid, España) es un escritor y periodista deportivo español que ha desarrollado su carrera profesional en diversos medios de prensa, radio y televisión.

## Inicios
Tras cursar el bachillerato en el Colegio de Lourdes de la capital vallisoletana, se graduó en la Escuela de Magisterio, aunque no llegó a ejercer porque cambió la docencia por la información, iniciando su carrera periodística en el Diario Libertad, donde además de información deportiva desarrolló otras actividades como la crítica teatral y artística, la entrevista y, en los años conflictivos de la década de los 70, la crónica laboral.

## Radio
Paralelamente, se encargó de la programación deportiva en la emisora La Voz de Valladolid, Radiocadena Española y Radio Nacional de España, en las que durante un amplio periodo de tiempo fue Jefe Regional de Deportes. Ha cubierto como enviado especial numerosos acontecimientos deportivos de ámbito internacional, como fútbol, baloncesto, boxeo y, especialmente, ciclismo: veinticuatro Vueltas a España, dieciocho ediciones del Tour de Francia, diez Giros de Italia, catorce Campeonatos Mundiales de ciclismo en ruta, además de dos Juegos Olímpicos, un Campeonato Mundial de Baloncesto, un EuroBasket, una Copa Mundial de Fútbol y dos Eurocopas.

## Prensa
Además del desaparecido Diario Libertad, su firma ha aparecido en publicaciones como El País, El Norte de Castilla, El Mundo de Valladolid, Diario Marca.

## Televisión
Su experiencia profesional se extiende también al ámbito de la televisión, ya que fue corresponsal de los programas Estudio estadio  y Polideportivo, de Radio Televisión Española. Igualmente ha intervenido en otros programas del centro territorial de Radio Televisión Española y Castilla y León Televisión,
y ha realizado trabajos sobre la enseñanza del idioma español para la BBC, tanto en radio como en televisión[cita requerida].

## Publicaciones
José Miguel Ortega es autor de más de veinte libros sobre temática deportiva y generalista. Entre ellos, se pueden destacar los siguientes:
- Cincuenta años del Real Valladolid (1978)
- Semblanzas y Biografías: Real Valladolid (1983)
- Valladolid: Viejas Historias Deportivas (1990) ISBN 978-84-404-7121-5
- Equipos con Historia: Real Valladolid (1990) ISBN 978-84-87142-32-1
- Olímpicos Vallisoletanos (1992)
- 50 años de historia del C.D. Arces (1993)
- Románticos Sportsman. Historia del deporte vallisoletano en el siglo XIX (1996) ISBN 978-84-86808-50-1
- 50 Campeones vallisoletanos (1998) ISBN 978-84-86808-69-3
- Historia del Real Valladolid (2001)
- Historia del Fórum Valladolid (2002)
- 75 Aniversario del Real Valladolid. Edición Digital (2003)
- Personajes con historia: Ángel León (2004)
- Una historia en blanco y violeta (2005)
- Historia de 100 tabernas vallisoletanas[3] (2006) ISBN 978-84-611-2626-2
- Valladolid Cotidiano (2006) ISBN 978-84-9001-356-4
- El Templete de la Música. Crónica del Valladolid de entre siglos[4] (2007) ISBN 978-84-96864-13-9
- Personajes con historia: Gerardo Coque (2008)
- 30 años de deporte municipal. Historia de la F.M.D (2010) ISBN 978-84-96864-54-2
- Historia del Deporte Vallisoletano (1900-2012) (2013) ISBN 978-84-96864-72-6
- Pedro Delgado: A golpe de micrófono (2014) ISBN 978-84-942167-2-5
- Delibes, dibujante en El Norte de Castilla VV.AA.[5] (2014)
- Viejos Cafés de Valladolid[6] (2014)

### Distinciones
Está en posesión de numerosos premios profesionales otorgados por el Comité Olímpico Español, la Junta de Castilla y León, el Ayuntamiento de Valladolid,Federaciones españolas de Rugby, Judo, Bobexo y Gimnasia,  la Vuelta Ciclista a España y otras instituciones, federaciones nacionales y clubes deportivos.
El 1 de junio de 2013, el Pleno Municipal del Ayuntamiento de Valladolid le nombró, por unanimidad, cronista deportivo oficial de la ciudad. En la actualidad es presidente de la Federación de la Prensa Deportiva de Castilla y León y forma parte del comité directivo de la Asociación Española de la Prensa Deportiva.